# Arne Friedrich
Arne Friedrich (Bad Oeynhausen, 29. svibnja 1979.), njemački nogometni trener i umirovljeni nogometaš.
Do lipnja 2008., Friedrich je 57 puta igrao za reprezentaciju Njemačke. Za reprezentaciju je debitirao 21. kolovoza 2002. protiv Bugarske u Sofiji (2:2).
Sudjelovao je na Svjetskom prvenstvu 2006, kada je reprezentacija Njemačke zauzela treće mjesto te na EURO-u 2008, gdje je Njemačka igrala finale protiv Španjolske.